# Argentine aux Jeux olympiques de la jeunesse d'hiver de 2012
L'Argentine a participé aux Jeux olympiques de la jeunesse d'hiver de 2012 à Innsbruck en Autriche du 13 au 22 janvier 2012. L'équipe argentine était composée de cinq athlètes dans trois sports.

## Résultats

### Ski alpin
L'Argentine a qualifié un homme et une femme.

#### Hommes
| Athlète          | Épreuve      | Finale        | Finale          | Finale          | Finale          |
| Athlète          | Épreuve      | Manche 1      | Manche 2        | Total           | Rang            |
| ---------------- | ------------ | ------------- | --------------- | --------------- | --------------- |
| Ramiro Fregonese | Slalom géant | 1 min 00 s 48 | N'a pas terminé | N'a pas terminé | N'a pas terminé |
| Ramiro Fregonese | Super-G      |               |                 | 1 min 08 s 48   | 25              |
| Ramiro Fregonese | Combiné      | 1 min 06 s 72 | 38 s 89         | 1 min 45 s 61   | 16              |

#### Femmes
| Athlète            | Épreuve      | Finale           | Finale           | Finale           | Finale           |
| Athlète            | Épreuve      | Manche 1         | Manche 2         | Total            | Rang             |
| ------------------ | ------------ | ---------------- | ---------------- | ---------------- | ---------------- |
| Delfina Costantini | Slalom       | N'a pas terminée | N'a pas terminée | N'a pas terminée | N'a pas terminée |
| Delfina Costantini | Slalom géant | 1 min 00 s 96    | N'a pas terminée | N'a pas terminée | N'a pas terminée |
| Delfina Costantini | Super-G      |                  |                  | 1 min 10 s 50    | 22               |
| Delfina Costantini | Combiné      | 1 min 09 s 26    | 39 s 83          | 1 min 49 s 09    | 20               |

### Ski de fond
L'Argentine a qualifié un homme en ski de fond.

#### Hommes
| Athlète      | Épreuve      | Finale        | Finale |
| Athlète      | Épreuve      | Temps         | Rang   |
| ------------ | ------------ | ------------- | ------ |
| Alejo Hlopec | 10 km hommes | 40 min 33 s 8 | 47     |

#### Sprint
| Athlète      | Épreuve       | Qualification | Qualification | Quart de finale | Quart de finale | Demi-finale  | Demi-finale  | Finale       | Finale       |
| Athlète      | Épreuve       | Total         | Rang          | Total           | Rang            | Total        | Rang         | Total        | Rang         |
| ------------ | ------------- | ------------- | ------------- | --------------- | --------------- | ------------ | ------------ | ------------ | ------------ |
| Alejo Hlopec | Sprint hommes | 2 min 09 s 30 | 47            | Non qualifié    | Non qualifié    | Non qualifié | Non qualifié | Non qualifié | Non qualifié |

### Ski acrobatique
L'Argentine a qualifié un homme et une femme pour les épreuves de ski cross.

#### Skicross
Homme
| Athlète       | Épreuve          | Qualification | Qualification | 1/4 de finale | Demi-finale | Finale   |
| Athlète       | Épreuve          | Temps         | Rang          | Rang          | Rang        | Rang     |
| ------------- | ---------------- | ------------- | ------------- | ------------- | ----------- | -------- |
| Thomas Rivara | Ski cross hommes | 59 s 00       | 10            | Annulées      | Annulées    | Annulées |

Femme
| Athlète          | Épreuve          | Qualification | Qualification | 1/4 de finale | Demi-finale | Finale   |
| Athlète          | Épreuve          | Temps         | Rang          | Rang          | Rang        | Rang     |
| ---------------- | ---------------- | ------------- | ------------- | ------------- | ----------- | -------- |
| Manuela Roncallo | Ski cross femmes | 1 min 01 s 67 | 7             | Annulées      | Annulées    | Annulées |